# فيروس مساعد مستقل
الفيروس المساعد المستقل ويُشار إليه بالمصطلح gutless virus أو الفيروسات الجبانة وهي ناقلات فيروسية اصطناعية مستقلة لمساعدة الفيروسات المساعدة من أجل تكرارها.
وبما أن جينات الفيروس الجبان لا تتضمن تشفير جينات الإنزيمات اللازمة لعملية التكرار، فهو آمن للاستخدام في العلاج الجيني لأن العدوى لا يمكن أن تحدث إلا في حالة وجود فيروس مساعد مناسب.